# 再親我好媽
《再親我好媽》（英語：Tiger Mom Blues Returns）是香港電視廣播有限公司製作的互動電視劇形式綜藝節目，非《親親我好媽》續集，而是其故事延伸的微電影，由江美儀、米雪、陳敏之、何廣沛及江嘉敏主演，宋熙年主持，監製李志倫。節目於2017年11月26日至12月17日香港時間每星期日20:00至20:30於翡翠台播出，總共4集。該節目由渣打銀行贊助，主要目的是推銷理財及保險。

## 演员表

### 主要演员
| 演員   | 角色   | 暱稱／關係                                                                                    |
| 米 雪  | 佳妍   | Eliz 查向善之母 查思進之伯娘 莫家偉之初戀情人，後为其妻 嚴茜瑜之繼外婆 文亮熙之繼外太岳母     |
| 江美儀 | 查向善 | Natalie 于佳妍之女 嚴茜瑜之繼母 文嘉熙之師姐兼好友 查思進之堂姐 文亮熙之繼岳母                  |
| 何廣沛 | 文亮熙 | Hayden 文嘉熙之弟 嚴茜瑜男友，後為其夫 成吉思之好友，後為其舅仔 鄭梓宜之舅父                  |
| 江嘉敏 | 嚴茜瑜 | Venus 查向善之繼女 文亮熙女友，後為其妻 文嘉熙之弟婦 成吉思之舅弟婦 鄭梓宜之舅母              |
| 陳敏之 | 文嘉熙 | Claire 查向善之師妺兼好友 文亮熙之姊 嚴茜瑜之姑奶 被成吉思追求，後為其妻                      |
| 韋家雄 | 成吉思 | 文嘉熙之男友，後為其第二任丈夫 文亮熙之好友，後為其姐夫 嚴茜瑜之姑爺 鄭梓宜之好友，後為其繼父 |
| 陳山聰 | 查思進 | 阿進 于佳妍之侄子 查向善之堂弟 查記麵檔老闆 嚴茜瑜之繼堂舅父 文亮熙之繼堂舅岳父                 |
| 陳學文 | 鄭梓宜 | Isaac 文嘉熙之子 成吉思之好友，後為其繼子 文亮熙、嚴茜瑜之外甥子                              |
| 郭子豪 | 連國佳 | Hugo 中六學生 追求文嘉熙                                                                      |
| 陳嘉輝 | 莫家偉 | Joe 于佳妍之初戀情人，後其為第二任丈夫 查向善之繼父 嚴茜瑜之繼外公 文亮熙之繼太外岳父           |

### 其他角色
| 演員   | 角色       | 暱稱／關係                                      |
| 周寶霖 | Sabrina Yu | 查向善之中學同學                                |
| 黃志榮 | 發 叔      | 敏姐之夫 查記麵檔職員                           |
| 鄭玉兒 | 敏 姐      | 發叔之妻 查記麵檔職員                           |
| 蔡浩洋 | 森 仔      | 查記麵檔職員                                    |
| 程啟丞 | 傑 佬      | 查記麵檔職員                                    |
| 張國雄 | 詹Sir      | 查記麵檔職員                                    |
| 曾玉娟 | 珠 姐      | 查記麵檔客人                                    |
| 邱晴   |            | 嚴茜瑜同學                                      |
| 不適用 | 嚴茜聰     | 第1集被交代前往新西蘭讀書，而現實中的熊子逸也是 |

## 視頻互動節目
在節目播出後，電視台在big big channel作視頻直播討論，由馮盈盈、周程宇、李寶珊、黃凱儀主持。

## 軼事
此劇是陳山聰及陳敏之兩誼兄妹首度合作的劇集。

## 外部連結
- 再親我好媽 - 主頁 - tvb.com （页面存档备份，存于）
- 再親我好媽 - 節目介紹 - encoreTVB 官方網站 （页面存档备份，存于）

| 香港無綫電視翡翠台 星期日 20:00-20:30 時段                 | 香港無綫電視翡翠台 星期日 20:00-20:30 時段                  | 香港無綫電視翡翠台 星期日 20:00-20:30 時段 |
| ---------------------------------------------------------- | ----------------------------------------------------------- | ------------------------------------------ |
|                                                            | 再親我好媽 （2017.11.26－2017.12.17）                       |                                            |
| 學是學非（第五輯） （第1-27集） （2017.05.14－2017.11.19） | 學是學非（第五輯） （第28-48集） （2017.12.24－2018.05.13） |                                            |